# Краят на играта
„Краят на играта“ (на английски: The Endgame) е американски криминално-драматичен сериал, който се излъчва премиерно по NBC на 21 февруари 2022 г. Сериалът е създаден от Никълъс Уотън и Джейк Кобърн. През май 2022 г. сериалът е отменен за един сезон.

## Актьорски състав
- Морена Бакарин – Елена Федерова
- Райън Мишел Бат – специален агент Вал Търнър
- Коста Ронин – Сергей Водянов
- Джона Джонсън-Хайндс – специален агент Антъни Флауърс
- Марк Еспиноза – директор Рохелио Реал
- Ноа Бийн – Джонатан Доук
- Камал Болдън – Оуен Търнър

## В България
В България сериалът е излъчен на 4 януари 2023 г. по „Фокс“, всяка сряда от 22:00 ч. Дублажът е на Андарта Студио. Екипът се състои от:
| Преводач            | Николай Терзиев                                                         |
| Редактор            | Мая Кисьова                                                             |
| Тонрежисьор         | Галина Наумова                                                          |
| Режисьор на дублажа | Станислав Пищалов                                                       |
| Озвучаващи артисти  | Даринка Митова Таня Димитрова Татяна Захова Илиян Пенев Явор Караиванов |